# Zona de marees

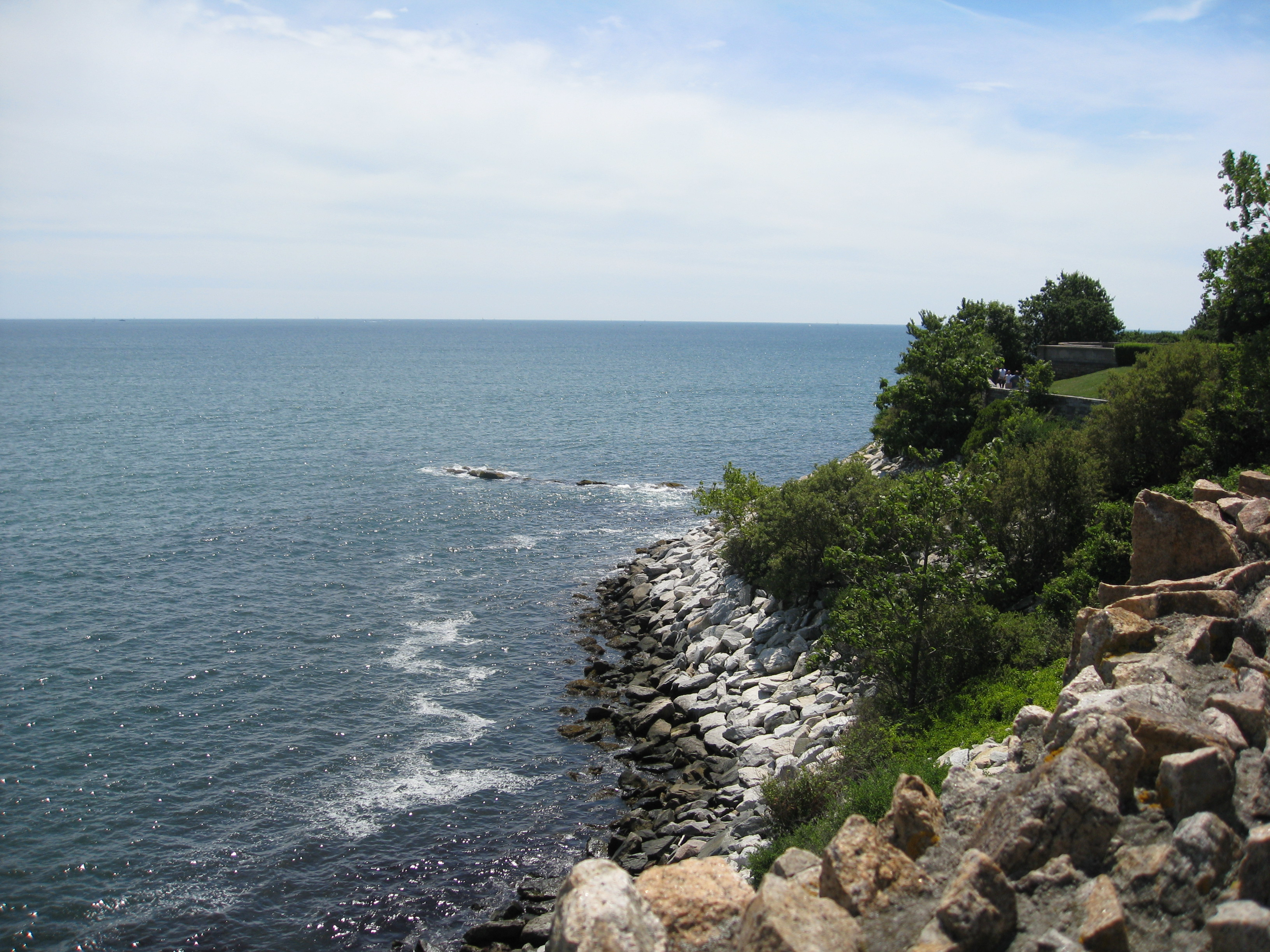
Línia de la marea alta a Newport, Rhode Island

La zona de marees, de vegades expressada com a zona litoral, és la zona que hi ha entre l'exposada a l'aire a baixamar i la submergida a plenamar (per exemple la superfície entre les marques de la marea). Aquesta zona és un bioma i pot incloure cingles rocosos, platges de sorra o aiguamolls. La zona pot ser una banda estreta com en les illes del Pacífic o pot incloure molts metres de línia de costa on la platja interacciona amb les incursions de la marea.
Els organismes de la zona de marees estan adaptats als canvis medioambientals. L'aigua està disponible regularment però varia entre l'aigua sense sals de la pluja i la salada del mar i de tenir la superfície seca a estar humida. Les onades poden descolocar els organismes. També hi pot haver grans canvis en les temperatures. En alguns casos hi ha microclimes favorables com els creats pel manglar.

## Zonació

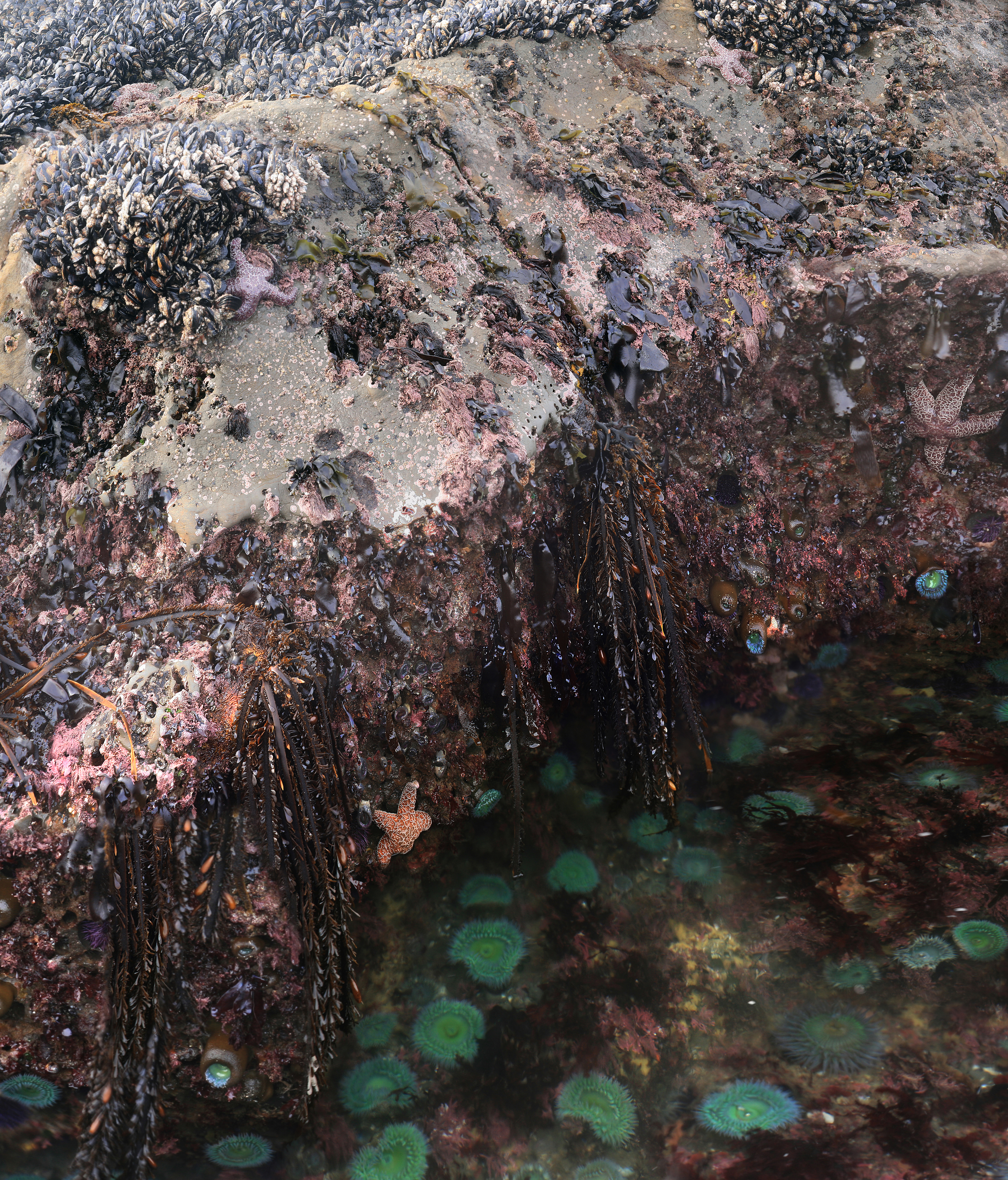
Piscines de marea a Pillar Point mostrant la zonació

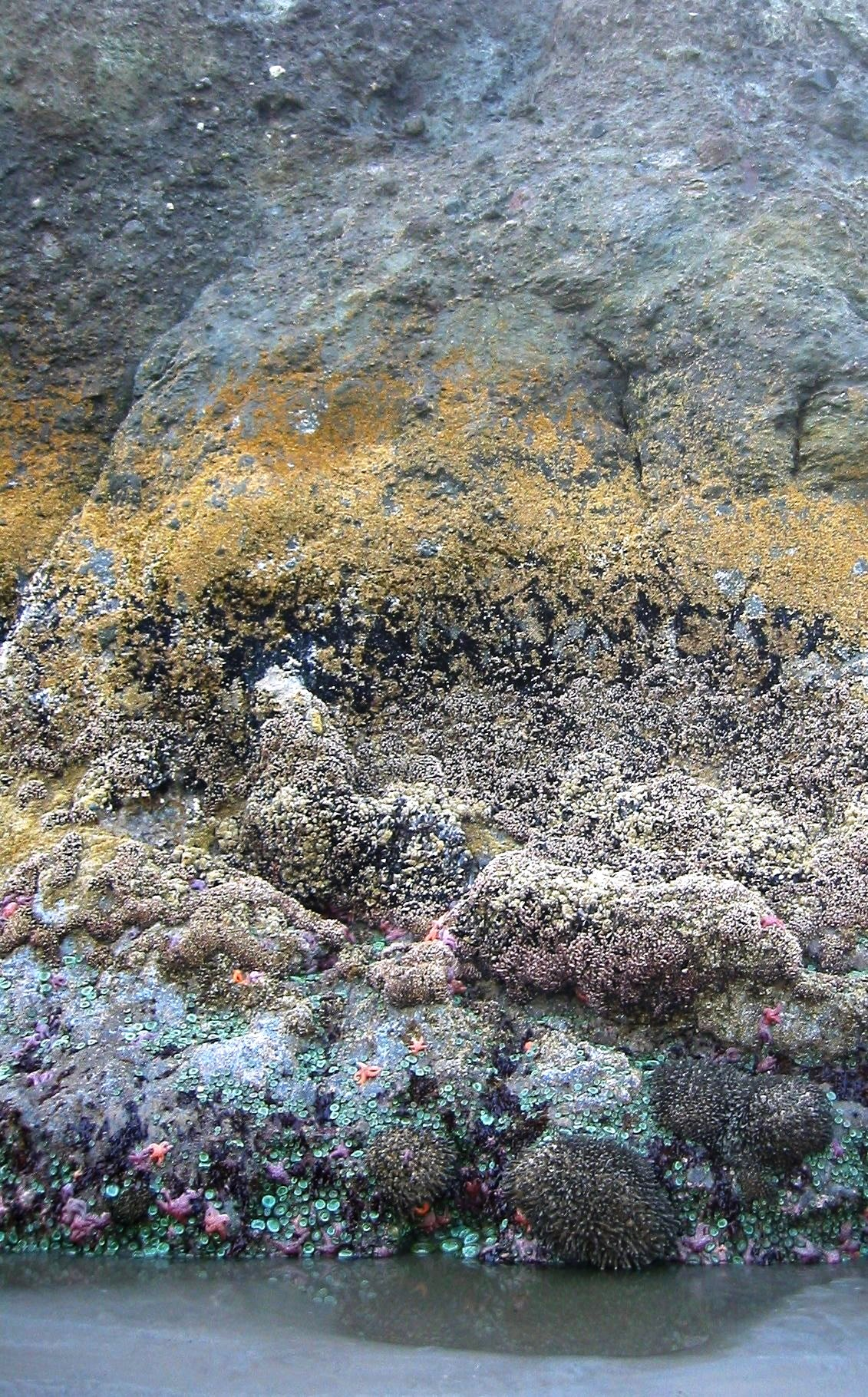
Una roca mostrant la zonació de marees (Kalaloch, estat de Washington).

Els biòlegs marins divideixen la zona de marees en tres zones (baixa, mitjana, i alta), segons l'exposició mitjana. La zona de marees baixa és principalment de caràcter marí i només està exposada a l'aire poques vegades. La zona mitjana de marees està submergida en les marees mitjanes. La zona alta de marees només queda coberta en les marees més altes i passa molt de temps com un hàbitat terrestre.
Depenent del substrat i la topografia de la costa hi pot haver altres caracterísitiques.En costes rocoses hi pot haver piscines de marea. En alguns casos, com la Badia de Morecambe hi pot haver arenes movedisses.

## Ecologia

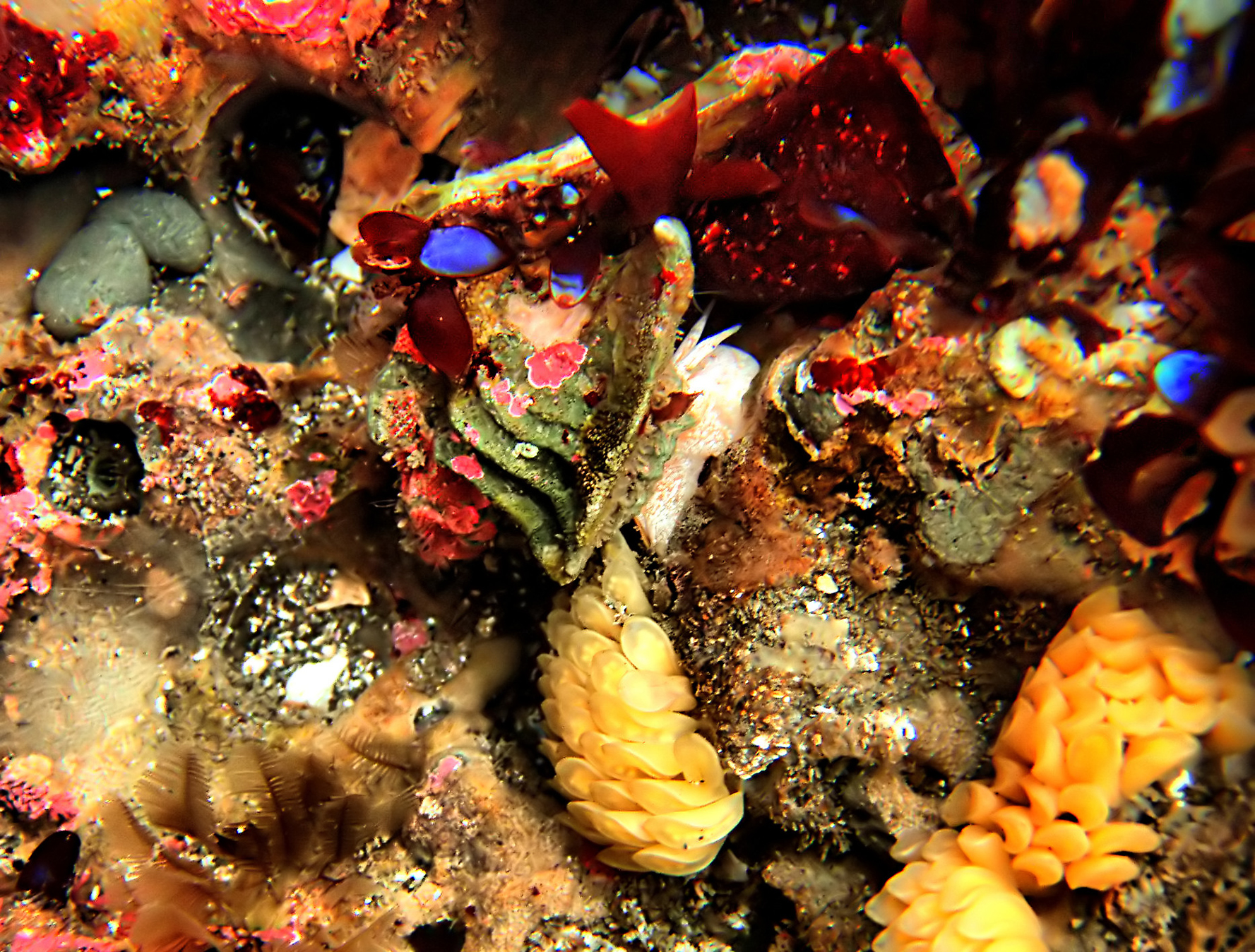
Una piscina de marea a Califòrnia

La regió té gran diversitat d'espècies i és un model per l'estudi de l'ecologia. Hi ha habitants típics com les anemones, percebes, crancs, isòpodes, musclos, estrelles de mar, etc.

## Galeria

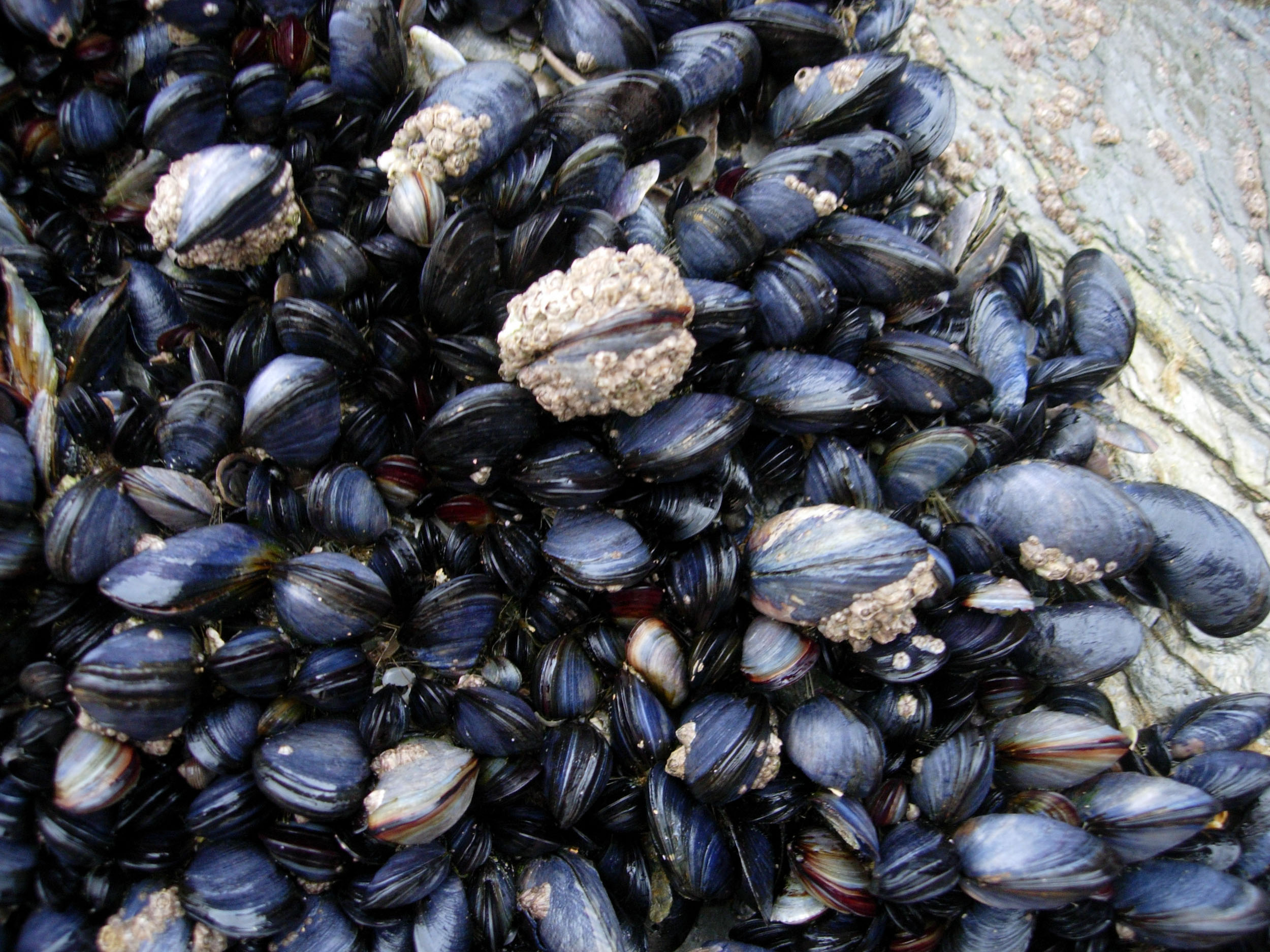
Musclos a Cornuallal, Anglaterra.
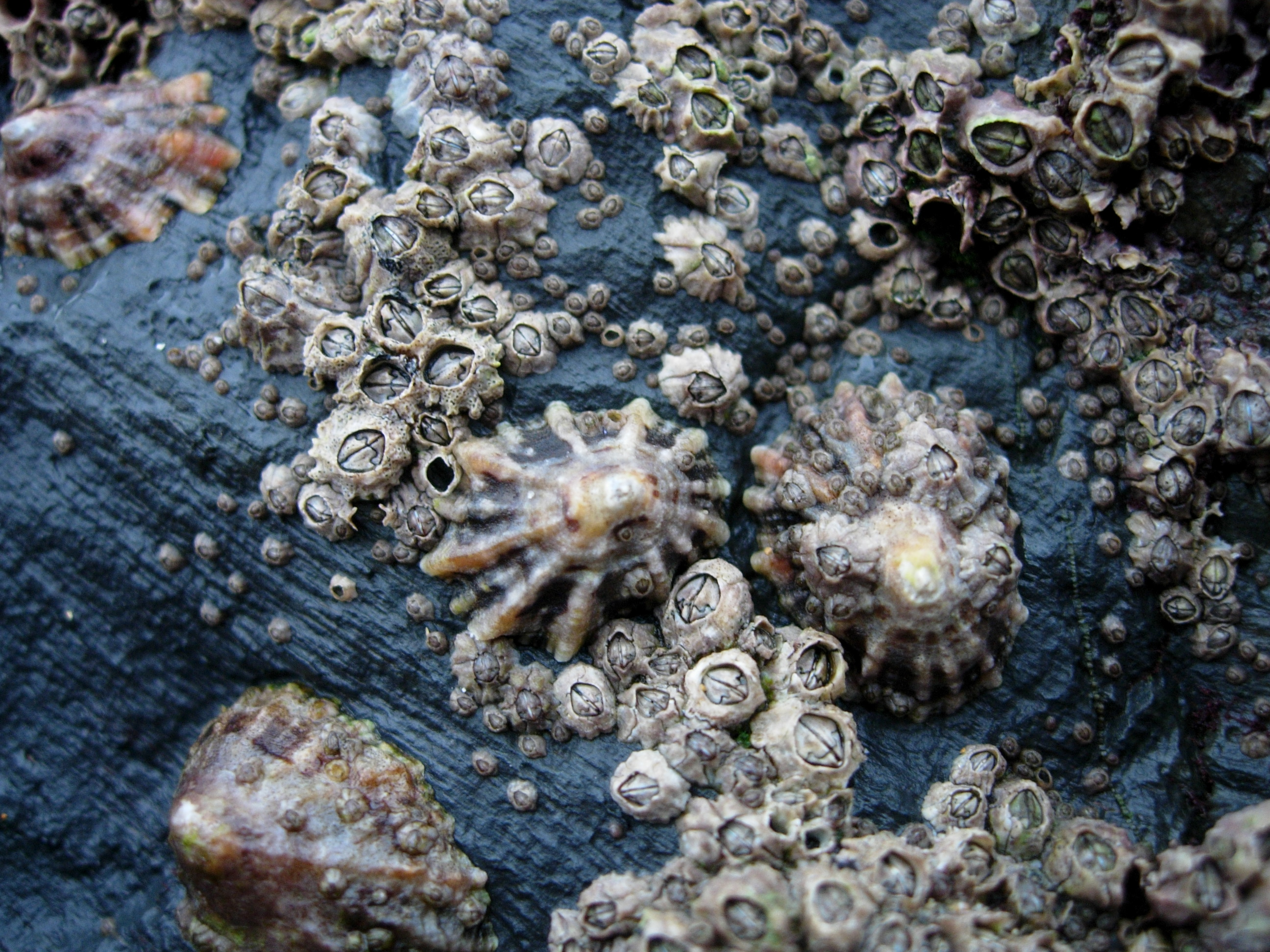
Percebes i pagellides a Newquay, Cornualla.
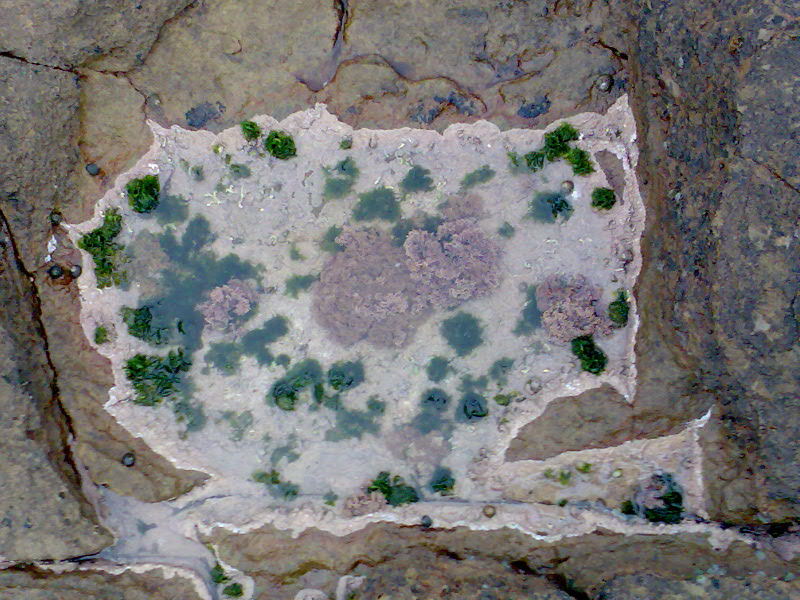
Una piscina de marea a Sud-àfrica.
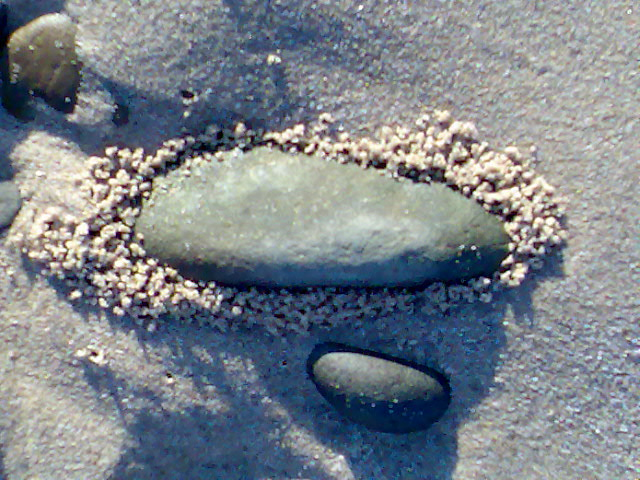
Munts de sorra dipositats per l'aire.